# Boxe aux Jeux panaméricains de 1951
Navigation
Édition suivante
Les compétitions de boxe anglaise des Jeux panaméricains 1951 se sont déroulées du 25 février au 8 mars 1951 à Buenos Aires, Argentine.

## Résultats

### Podiums
| Catégories               | Or               | Argent              | Bronze         |
| Poids mouches (-51 kg)   | Alberto Barenghi | Germán Pardo        | Raul Macias    |
| Poids coqs (-54 kg)      | Ricardo Gonzales | Ali Martucci        | Juan Rodríguez |
| Poids plumes (-57 kg)    | Francisco Nuñez  | Augusto Carcamo     | Juan Alvarado  |
| Poids légers (-60 kg)    | Oscar Gallardo   | Fernando Araneda    | Willie Hunter  |
| Poids welters (-67 kg)   | Oscar Pietta     | Cristobal Hernández | José Noriega   |
| Poids moyens (-75 kg)    | Ubaldo Pereira   | Paulo Sacoman       | Manuel Vargas  |
| Poids mi-lourds (-81 kg) | Rinaldo Ansaloni | Lucio Gratone       | John Stewart   |
| Poids lourds (+81 kg)    | Jorge Vertone    | Víctor Bignon       | Norvel Lee     |

### Tableau des médailles
| Place | Pays             | Médaille d'or, Amérique | Médaille d'argent, Amérique | Médaille de bronze, Amérique | Total |
| ----- | ---------------- | ----------------------- | --------------------------- | ---------------------------- | ----- |
| 1     | Argentine        | 8                       | 0                           | 0                            | 8     |
| 2     | Chili            | 0                       | 4                           | 2                            | 6     |
| 3     | Brésil           | 0                       | 2                           | 0                            | 2     |
| 4     | Chili            | 0                       | 1                           | 0                            | 1     |
| 4     | Venezuela        | 0                       | 1                           | 0                            | 1     |
| 6     | Mexique          | 0                       | 0                           | 3                            | 3     |
| 6     | États-Unis       | 0                       | 0                           | 3                            | 3     |
| Total | 7 pays médaillés | 8                       | 8                           | 8                            | 24    |